# Thermochrous neurophaea
Thermochrous neurophaea là một loài bướm đêm thuộc họ Anomoeotidae. Loài này có ở Tanzania.